# Германската партия Център
Германската партия Център (на немски: Deutsche Zentrumspartei или Zentrum) е католическа политическа партия в Германия по време на Германската империя (1871-1918) и Ваймарската република (1918-1933). Основана през 1870, тя води борба срещу политиката, известна като Културкампф, която управляващите в Прусия лансират, за да намалят влиянието на католическата църква. Партията скоро печели четвърт от местата в Райхстага (имперския парламент), а нейната позиция център по повечето въпроси ѝ позволява да играе решаваща роля при формирането на мнозинство.
Когато нацистите идват на власт партията се саморазпуска на 5 юли 1933, като условие за сключване на конкордат между Светия престол и Германия.
След Втората световна война, партията е основана отново, но не може да достигне отново до предишната си значимост, тъй като повечето от нейните членове са се присъединили към новия Християндемократически съюз (CDU). Центристката партия е представена в парламента на Германия до 1957 г. Тя съществува като маргинална партия, предимно базирана в провинция Северен Рейн-Вестфалия.